# Elizabet Inneh-Varga
Elizabet Lenke Inneh-Varga, född 21 mars 1999 i Budapest, Ungern, är en volleybollspelare (högerspiker) som tävlar för Bahçelievler BSK och Rumäniens damlandslag.
Elizabets föräldrar kommer från Rumänien och Benin. Hennes far dog samma dag som hon föddes och hon och hennes mor kom att flytta till moderns hemort Oradea i Rumänien när hon var en månad gammal. Hon började spela volleyboll som elvaåring med ACS Viitorul Borș och som 14-åring spelade hon i deras seniorlag i den rumänska andraligan Divizia A2. Hon gick över till CSU Târgu Mureș i högstaligan Divizia A1 2015. Hon har sedan fortsatt sin karriär i Fatum Nyíregyháza (Ungern), Gwangju AI Peppers (Sydkorea), Daejeon KGC (Sydkorea), Chemik Police (Polen) och Bahçelievler BSK.
Hon har spelet med landslaget vid bland annat EM 2023.